# Distretto di Nyimba
Il distretto di Nyimba è un distretto dello Zambia, parte della Provincia Orientale.
Il distretto comprende 13 ward:
- Chamilala
- Chinambi
- Chinsimbwe
- Chiweza
- Kaliwe
- Katipa
- Luangwa
- Luezi
- Mombe
- Mtilizi
- Ngozi
- Nyimba
- Vizimumba